# (9318) 1988 RG9
A (9318) 1988 RG9 a Naprendszer kisbolygóövében található aszteroida. Henri Debehogne fedezte fel 1988. szeptember 6-án.